# Bruno Spengler
Bruno Spengler (Schiltigheim, 23 de agosto de 1983) é um piloto franco-germano-canadense de automobilismo que compete no DTM (Turismo alemão).